# Deuklipsatermier
De deuklipsatermier (Formica pressilabris) is een mierensoort uit de onderfamilie van de schubmieren (Formicinae). De wetenschappelijke naam van de soort is voor het eerst geldig gepubliceerd in 1846 door Nylander.